# هندرسون (آرکانزاس)
هندرسون (به انگلیسی: Henderson) یک منطقهٔ مسکونی در ایالات متحده آمریکا است که در شهرستان بکستر، آرکانزاس واقع شده‌است. هندرسون ۲۰۵٫۱۳ متر بالاتر از سطح دریا واقع شده‌است.